# Boetedoening
Boetedoening is een spijtbetuiging die gepaard gaat met een handeling die de eerdere verkeerde handeling moet compenseren. De boete staat niet noodzakelijk in verhouding met de verkeerde handeling. De boetedoening kan dienen om verzoening of vergeving te verkrijgen, of om aan de eigen gemoedsrust tegemoet te komen.
Boetedoening speelt een belangrijke rol in verschillende religies, maar komt ook daarbuiten voor. Zo maakte Willy Brandt in 1970 als bondskanselier van Duitsland bij het monument ter nagedachtenis van de opstand in het getto van Warschau de Kniefall von Warschau. Hoewel hij zelf was gevlucht voor de nazi's, maakte hij deze knieval als vertegenwoordiger van de Bondsrepubliek Duitsland.